# 白山山脈 (新罕布夏州)

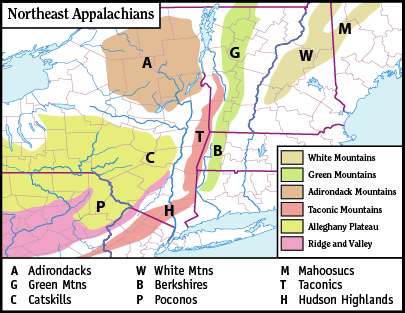
東北阿巴拉契亞山脈，W為白山山脈

白山山脈 （英語：White Mountains）是美國新罕布夏州的一座山脈 （小部份伸入緬因州），地質上是阿巴拉契亞山脈的一部份。海拔1,917公尺的華盛頓山是該州、新英格蘭、乃至美國東北部的最高點。
2003年倒塌的著名的景觀山中老人位於本山。

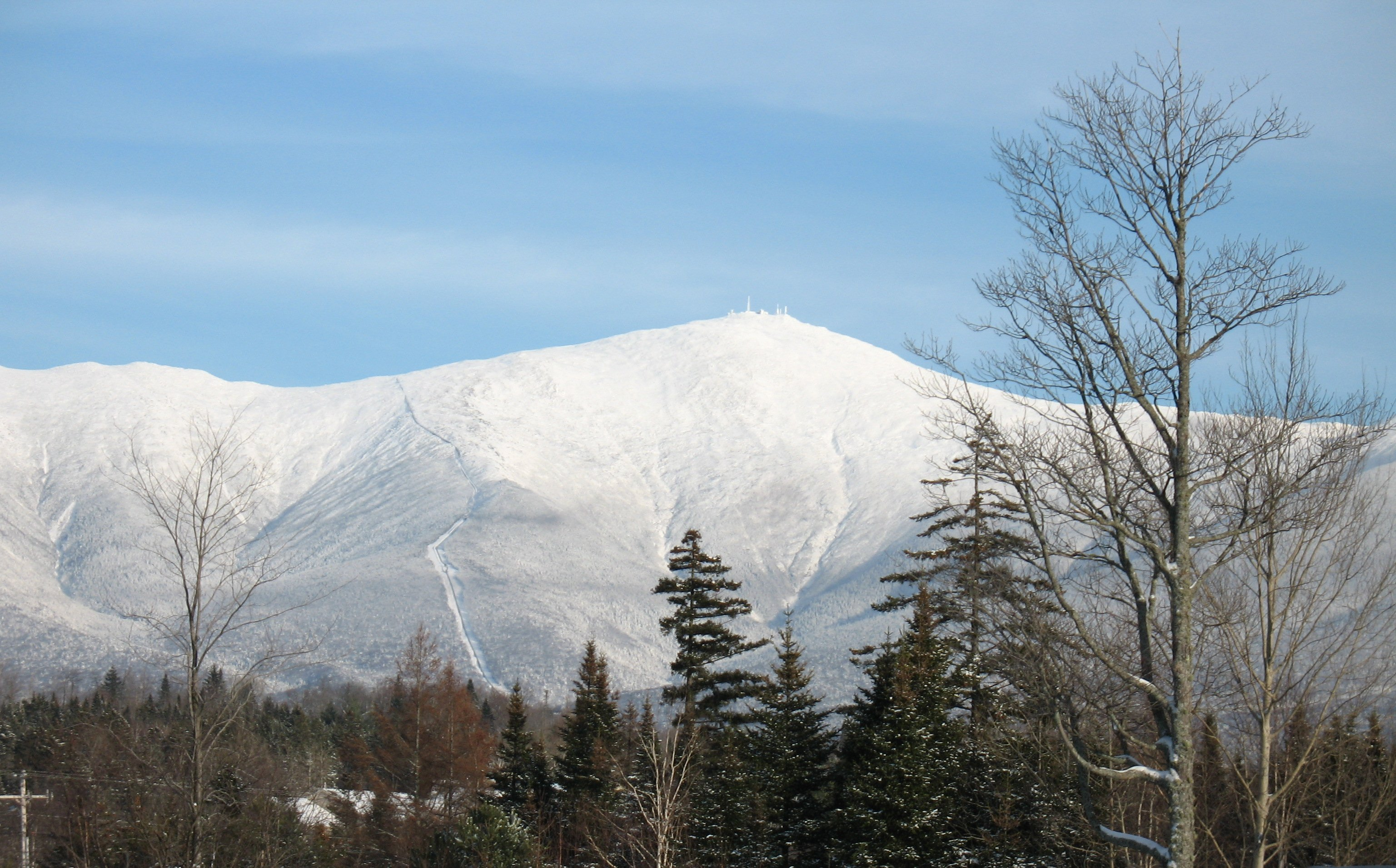
華盛頓山
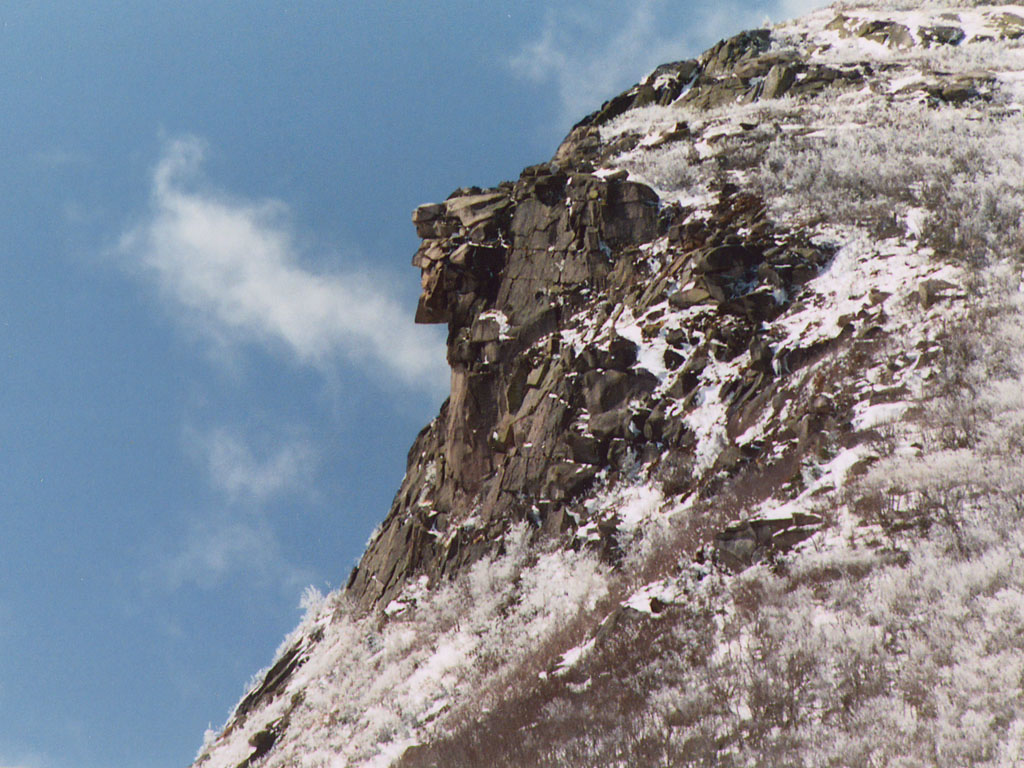
倒塌前的山中老人